# Erzsébet híd (Budapest, 1964)
Az Erzsébet híd Budapest egyik közúti hídja a Dunán, amely az V. kerületet köti össze az I. kerülettel.
Az 1903-tól ugyanezen a helyen álló (régi) Erzsébet hidat 1945 januárjában a visszavonuló német csapatok felrobbantották, a helyette épült, 10 méterrel szélesebb kábelhidat 1964-ben adták át.

## Története

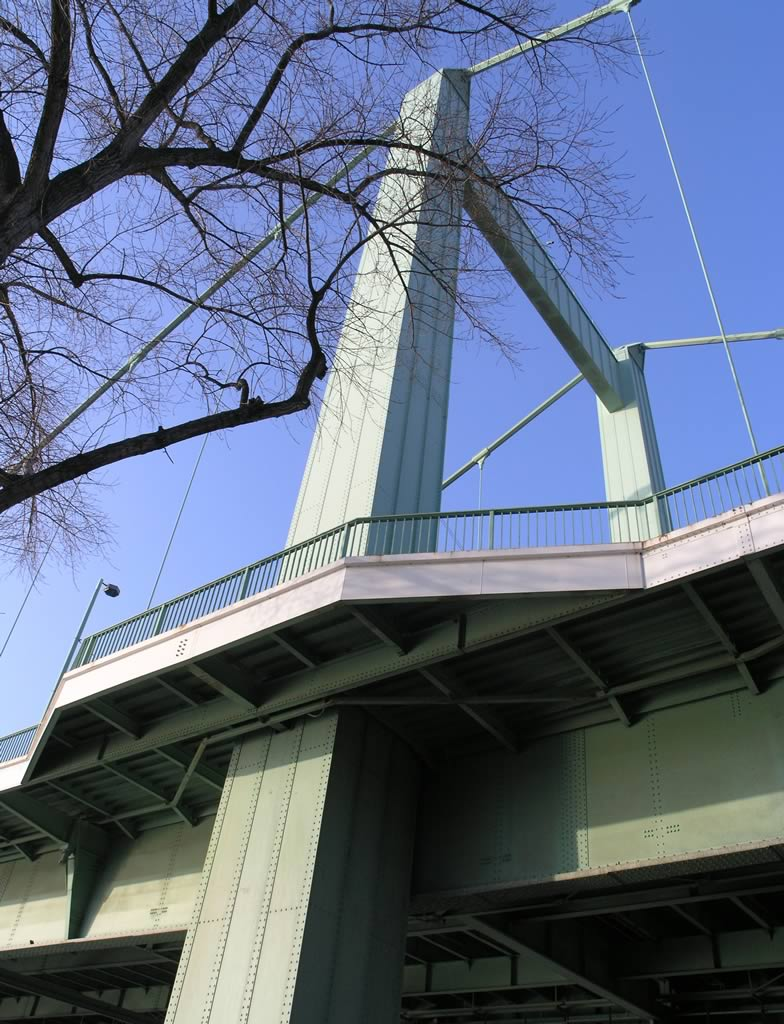
A „minta”, a kölni Mülheimi híd, 1951

Helyreállítására a budapesti Duna-hidak közül utolsóként került volna sor. Sok vitát szült, hogy érdemes-e helyreállítani a régi hidat a régi helyen, vagy esetleg egy teljesen új hidat építsenek más vonalvezetéssel, végül Sávoly Pál modern külsejű, de az eredeti pilléreket hasznosító terve alapján, 1961 és 1964 között történt meg az újjáépítés. Sávolyék az új Erzsébet híd tervezése előtt az 1929-ben épült, majd 1951-ben újjáépült köln-mülheimi Rajna-hidat tanulmányozták a helyszínen, és a méretezési elvekről konzultáltak annak építőivel. Végül a magyar híd 63 méterrel hosszabb lett, azonos szélesség mellett.
Az eredeti megnyitási időpont 1964. november 7. lett volna, de végül november 21-én adták át a forgalomnak. A megnyitóra több tízezres tömeg gyűlt össze, majd vette birtokba gyalogosan a hidat; az eseményt a Magyar Televízió egyenes adásban közvetítette.
A 6300 tonnás acélhíd 29 darab, egyenként 90 tonnás hídtagból áll, ezt a terhet alig több mint ezertonnányi kábel tartja. A kábeleket a Ganz–MÁVAG alvállalkozójaként a Magyar Kábel Művek gyártotta a kelenföldi (Bp. XI., Budafoki út 60.) gyáregységében. Az új híd közel tíz méterrel lett szélesebb a réginél, ugyanis a járdákat a függesztőkábeleken kívülre helyezték. Eredetileg irányonként két forgalmi sávval rendelkezett, két oldalon szintben elkülönített járdával, középen villamospályával, rajta komoly villamosforgalommal.
A villamosok dinamikus terhelése miatt azonban a híd lemezei repedezni kezdtek. Főleg emiatt szüntették meg a villamosforgalmat a 2-es metró elkészülte után.
1972 során folyamatosan vágták vissza a járatokat: a 44-es és 67-es villamos csak a Keleti pályaudvartól indult, a 60-as villamos megszűnt, a 68-as is csak a Keleti pályaudvarhoz ment, és a 19-es villamos sem ment már át a hídon, helyette a Batthyány tér lett az új végállomás. December 31-én haladt át az utolsó villamos, 1973-tól már nem járt egy sem. 1975-ben távolították el végleg a vágányokat, ekkor kapott új szigetelést és felületvédelmet is a híd.
További felújítások voltak 1985-ben (új dilatáció, új kopóréteg, korlát-átalakítás), 1990-ben (járdaátépítés, külső kezelőjárda kiépítése, kábelbilincs-ellenőrzés és -csere, merevítőtartó külső mázolása), 1992-ben (kopóréteg-csere a teljes pályán), 1997-ben (kábelek és kapuzat felületvédelme), 1998-ban (szélső sávban új kopóréteg) és 2001-ben (mázolás, budai hídfőn új szigetelés és burkolat). A híd a villamos megszüntetése óta irányonként három sávos, a két oldalon szintben elkülönített járdával.
A híd későbbi díszkivilágítása 2009. október elején készült el, és 2009. november 17-én, a főváros napján adták át hivatalosan. A japán nép ajándékaként a költségek felét Japán állta, a kidolgozást Isii Motoko japán tervezőnő végezte.
A fővárosi hőgyűrű kialakításának részeként 2018–2020 között távhővezetéket szereltek  a híd aljára. (Emiatt a jelenlegi pályalemez a villamospályát már nem bírná el.)

## Érdekességek
- A pilonok kereszttartó elemeiben a vízelvezető nyílások a camera obscura elvén az alatta haladó forgalom fordított, színes képét vetítik a belső oldalfalakra.[9]
- A Magyar Televízió műsorkezdési logója sok éven keresztül az Erzsébet híd stilizált animációja volt.
- A hídhoz egyedi lámpatestek készültek, de ezeket később sorozatban gyártottakra cserélték, amikor az útpálya irányonként három sávossá vált.[10]
- A híd színe a látszat ellenére nem fehér, hanem világos szürke, ami távolról fehérnek tűnik.[11]

## Az Erzsébet híd pénzeken
- Az 1964-ben átadott új Erzsébet híd került az 1967-ben kibocsátott 50 filléres érme hátoldalára, valamint az 1970-ben kibocsátott 500 forintos bankjegy hátoldalán lévő Budapest-látképnek is meghatározó eleme volt az Erzsébet híd, amely látkép a Gellért-hegyi Citadelláról készült.

## Képgaléria

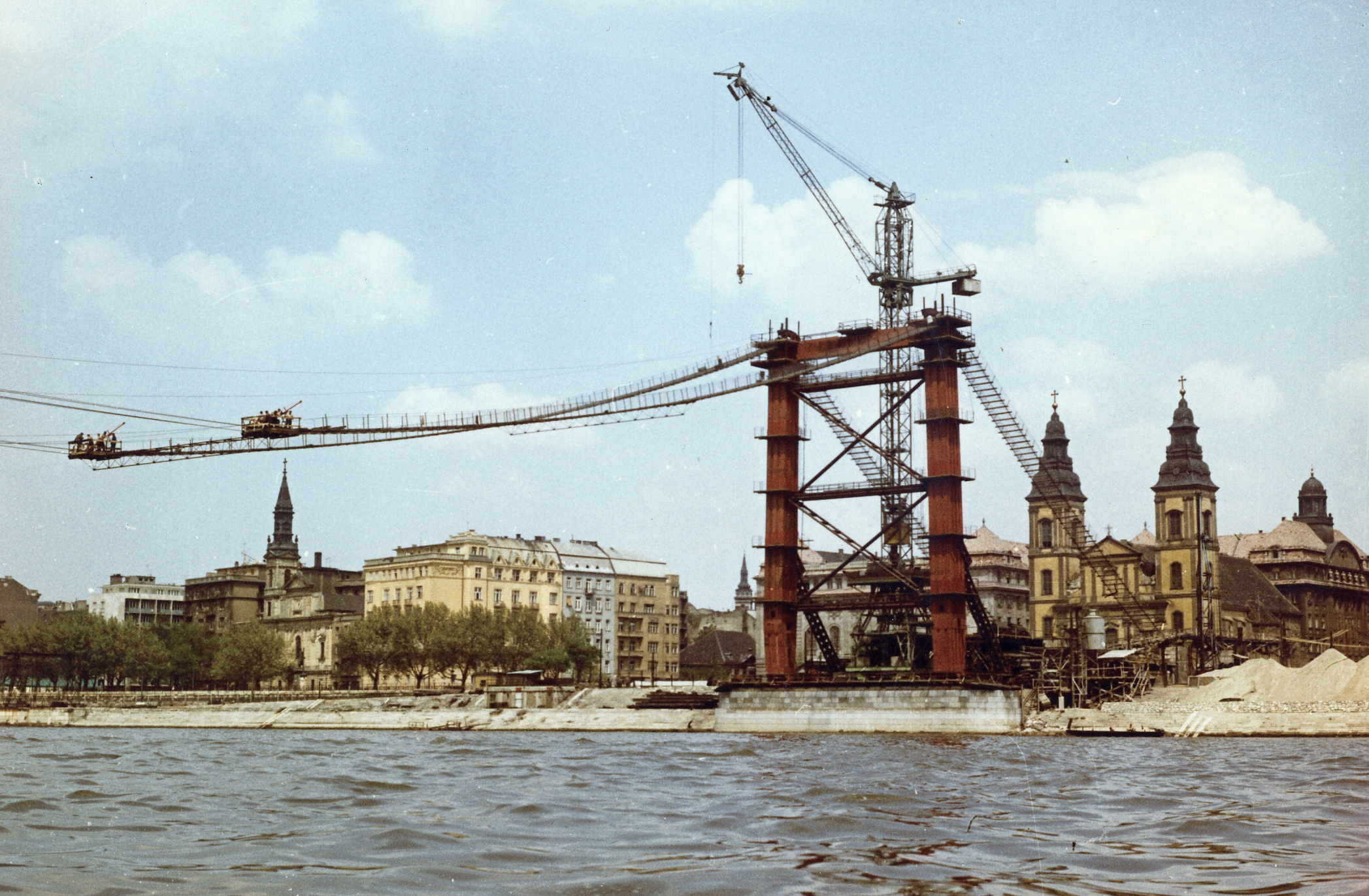
Az épülő híd 1963-ban
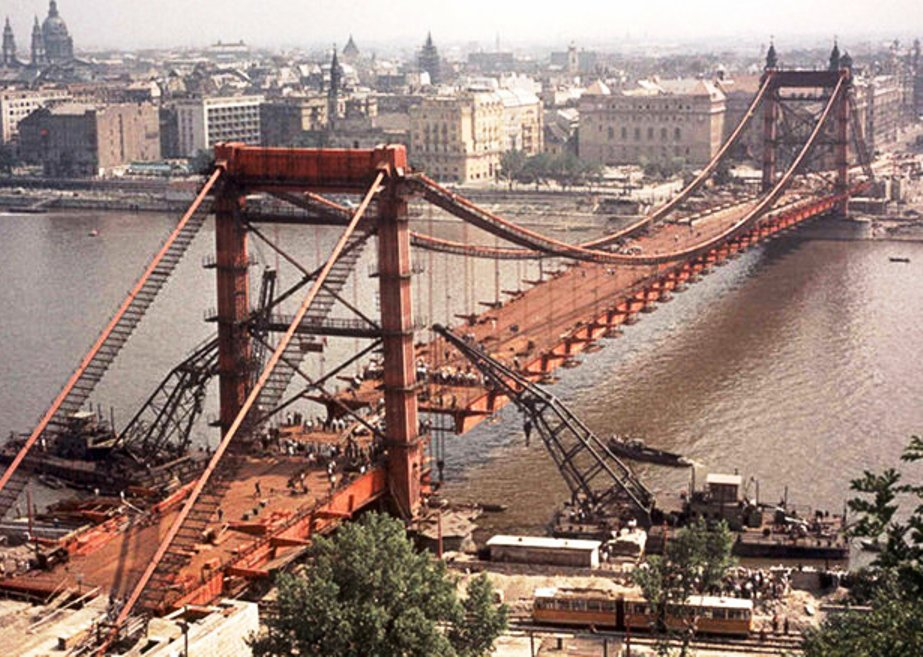
Az utolsó pályaelem beemelése 1964. július 15-én
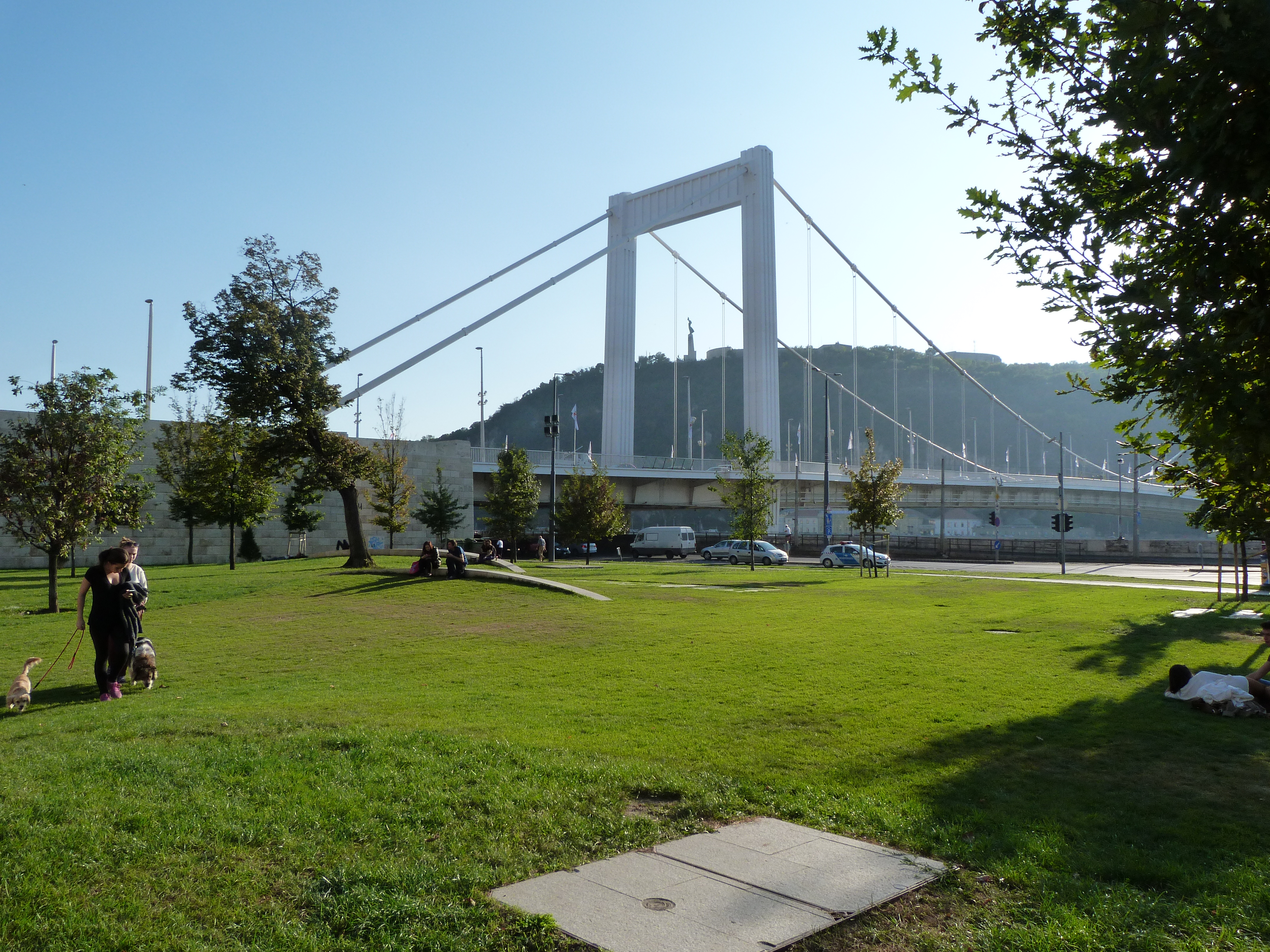
Az Erzsébet híd a Március 15. térről
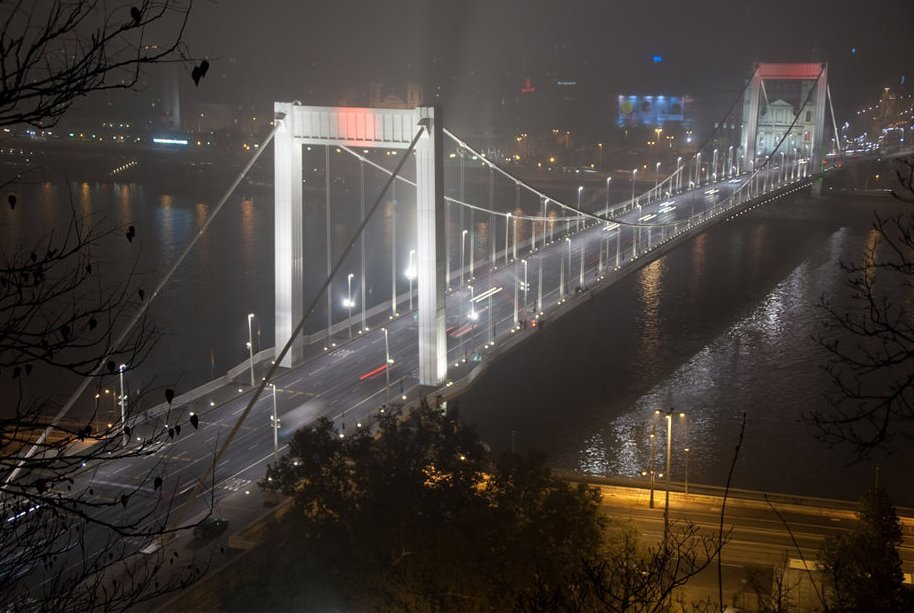
Az Erzsébet híd esti időszakban
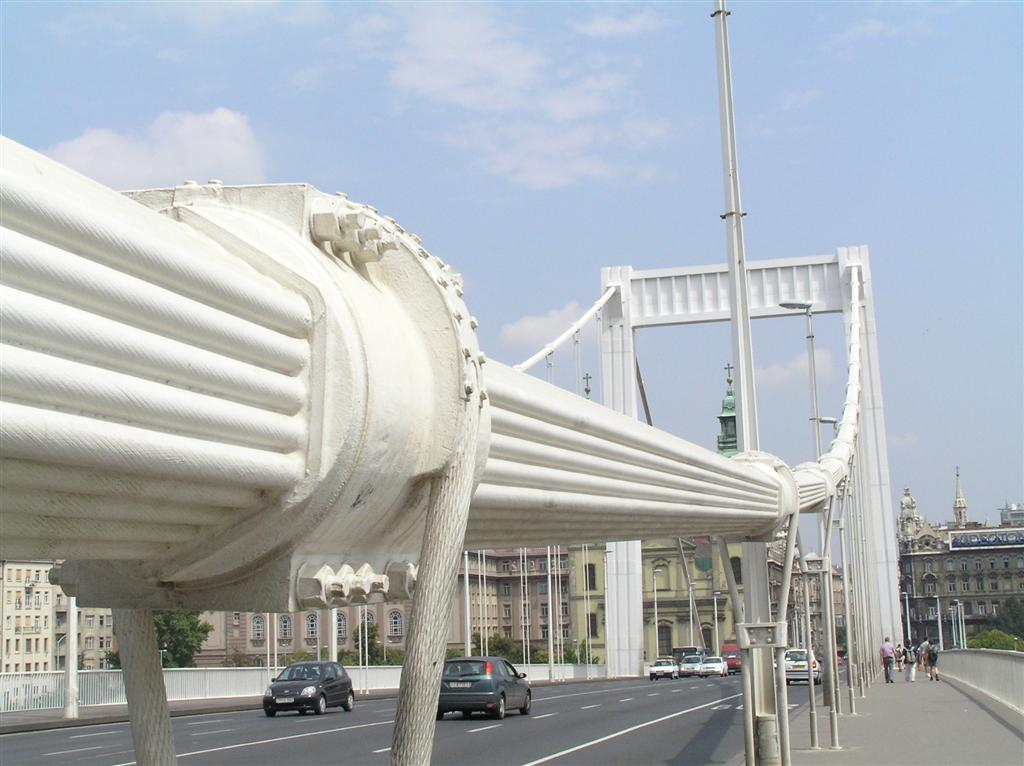
A felfüggesztés
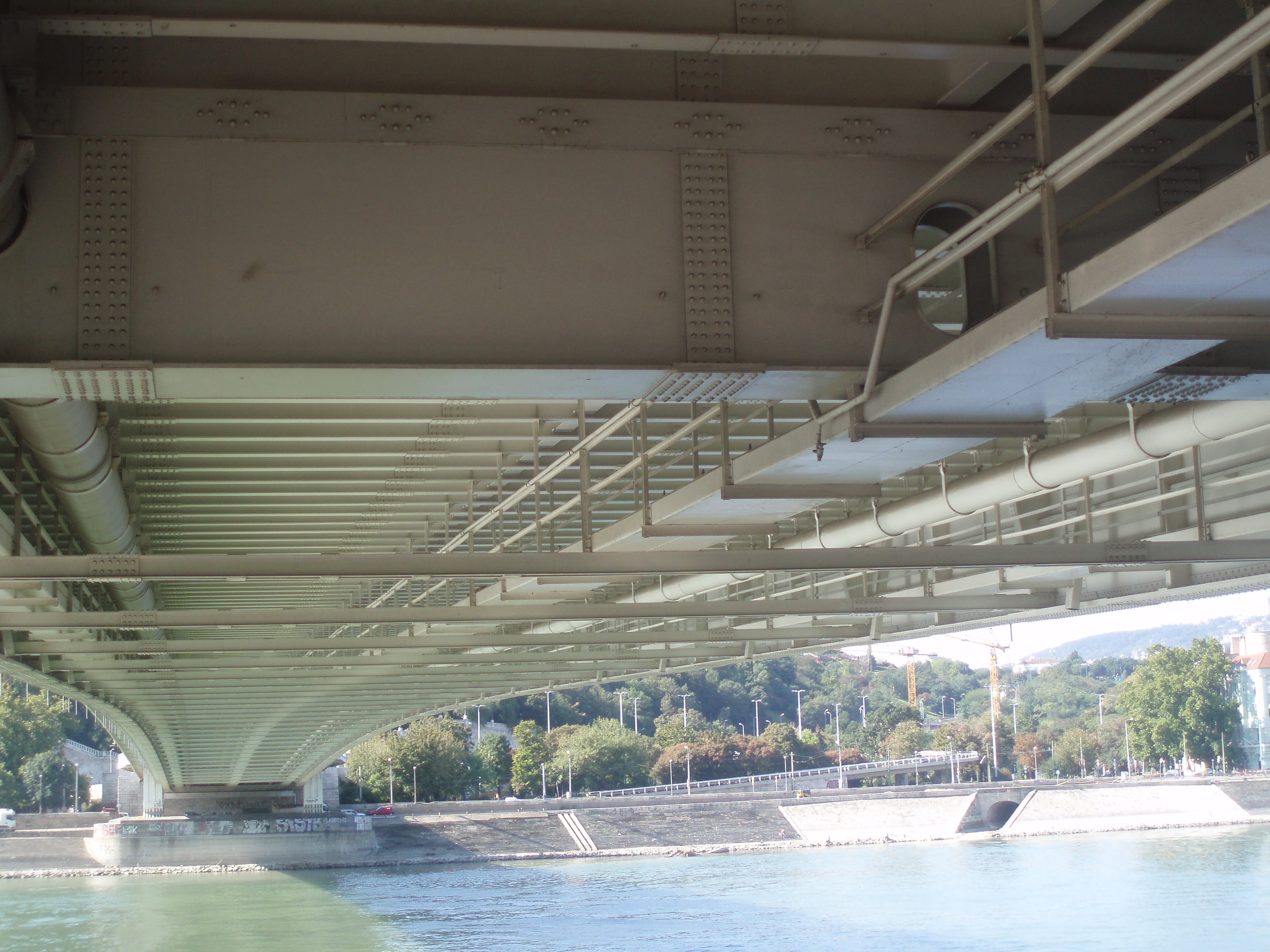
A híd alulról. Jól megfigyelhetők a kétoldalt és középen húzódó szervizjáratok
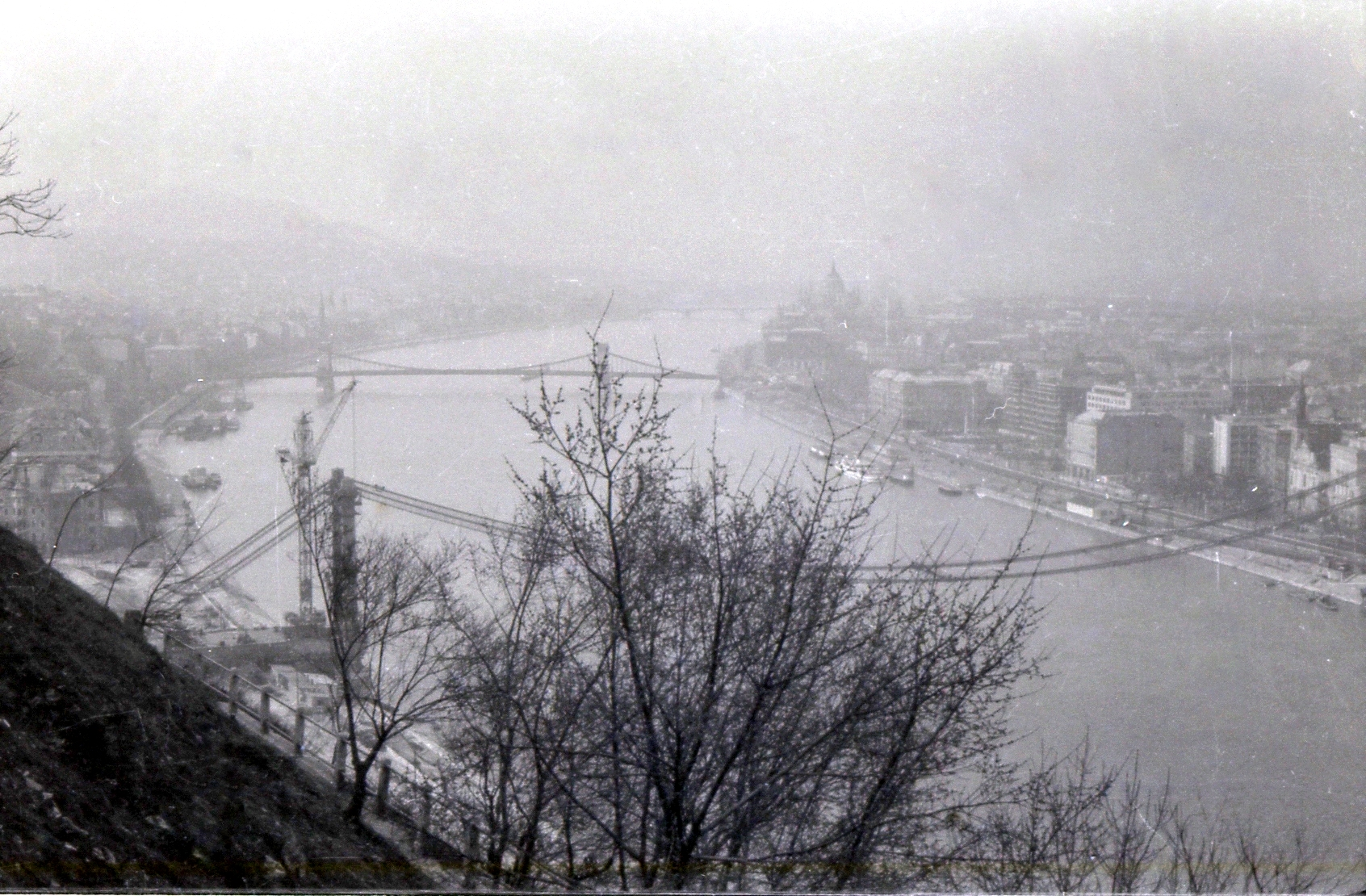
Az épülő híd a Gellért-hegyről nézve
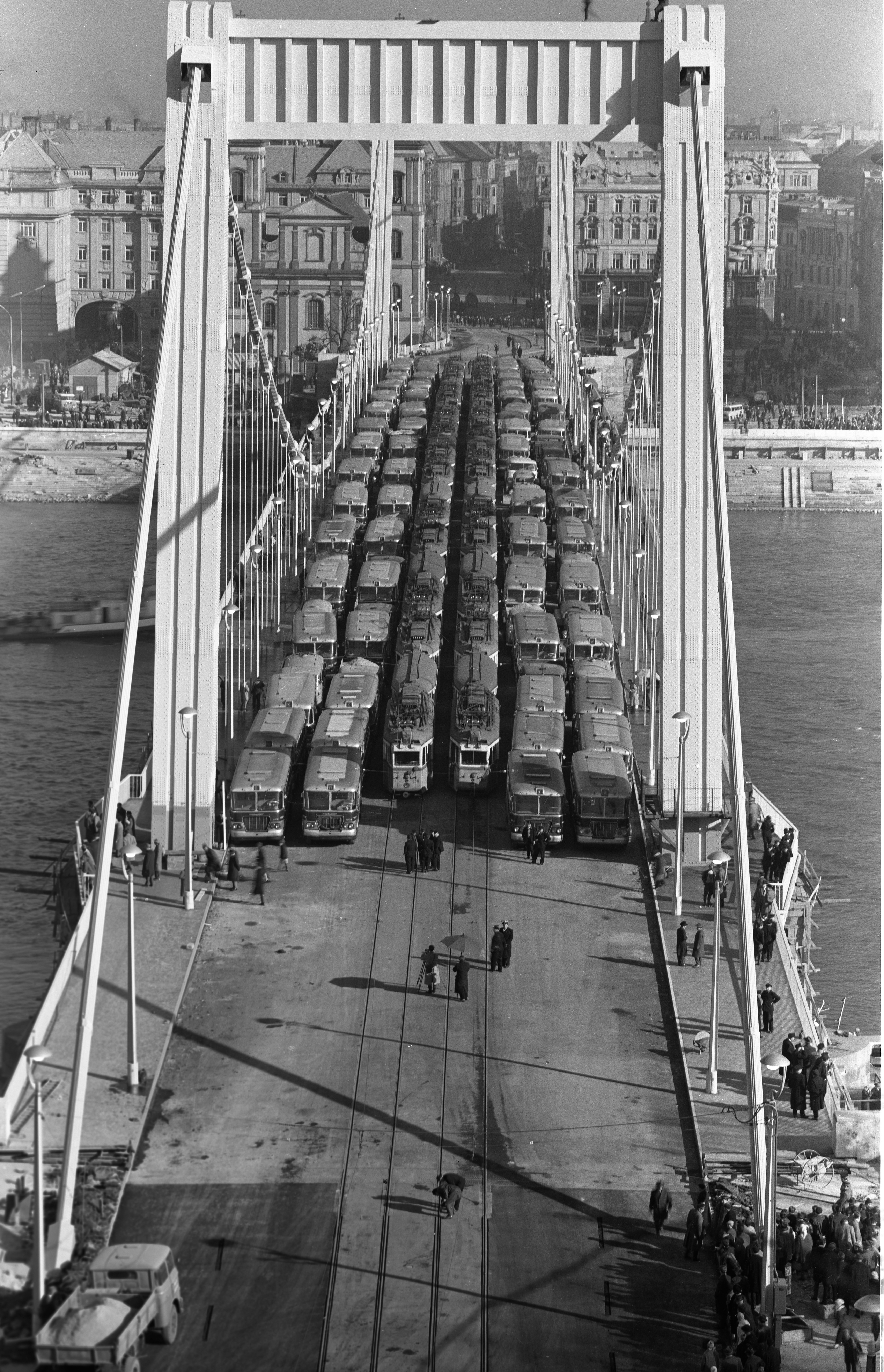
Az új Erzsébet híd terheléspróbája 1964-ben
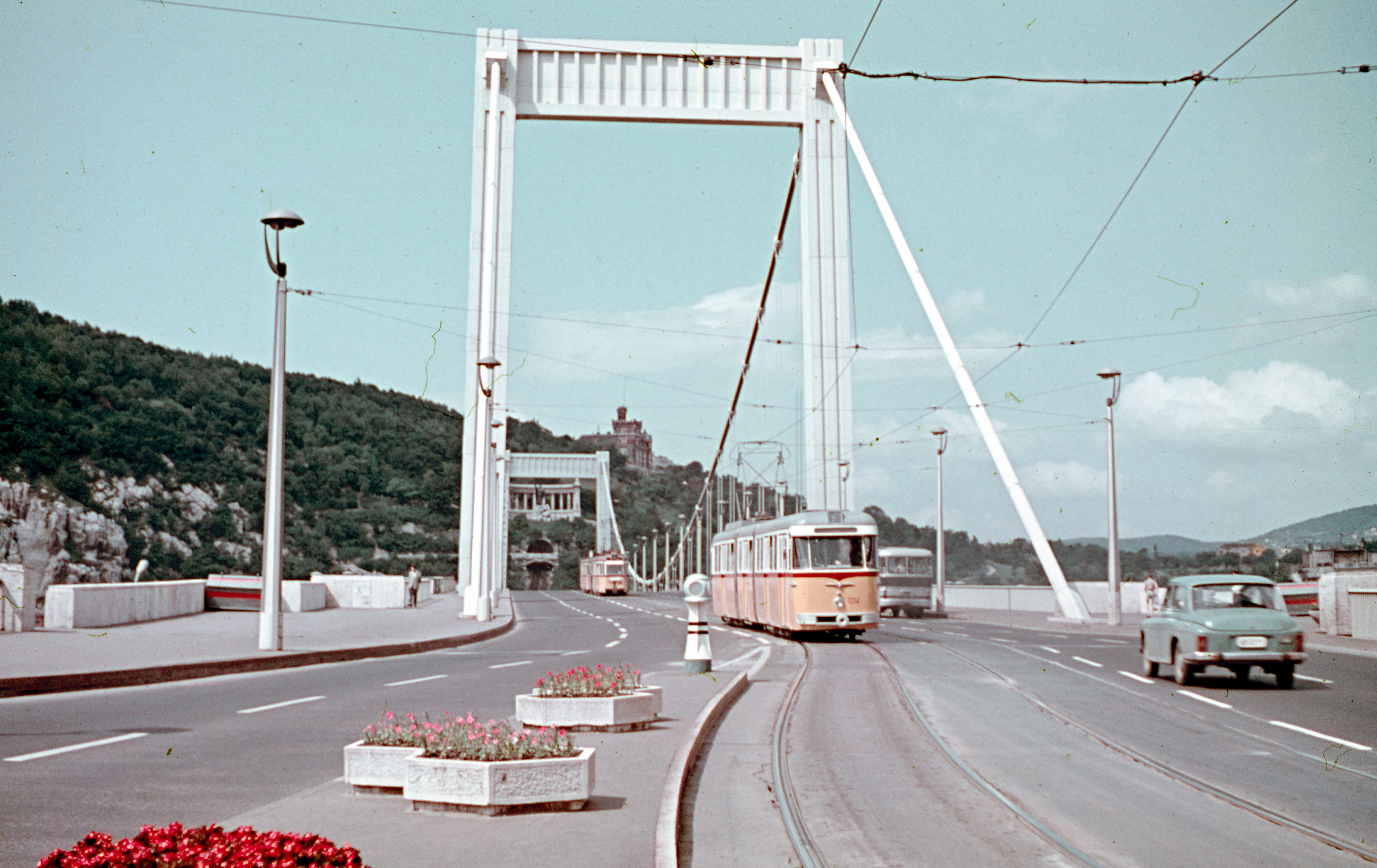
Villamosok a hídon 1970-ben
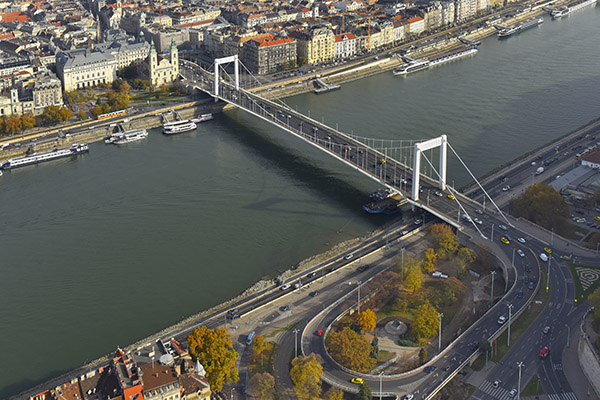
Erzsébet híd légi felvételen
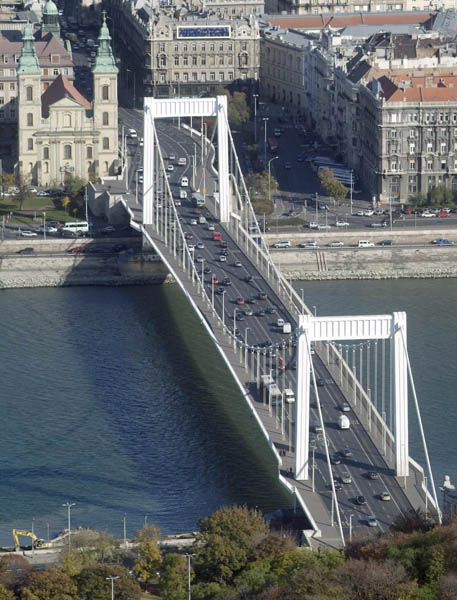
Erzsébet híd légi fotón
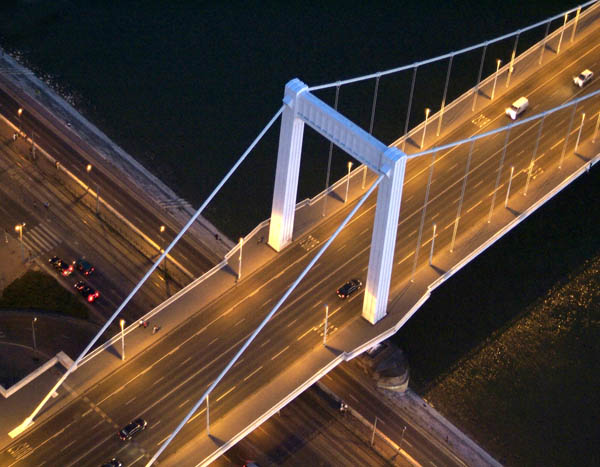
Erzsébet híd madártávlatból
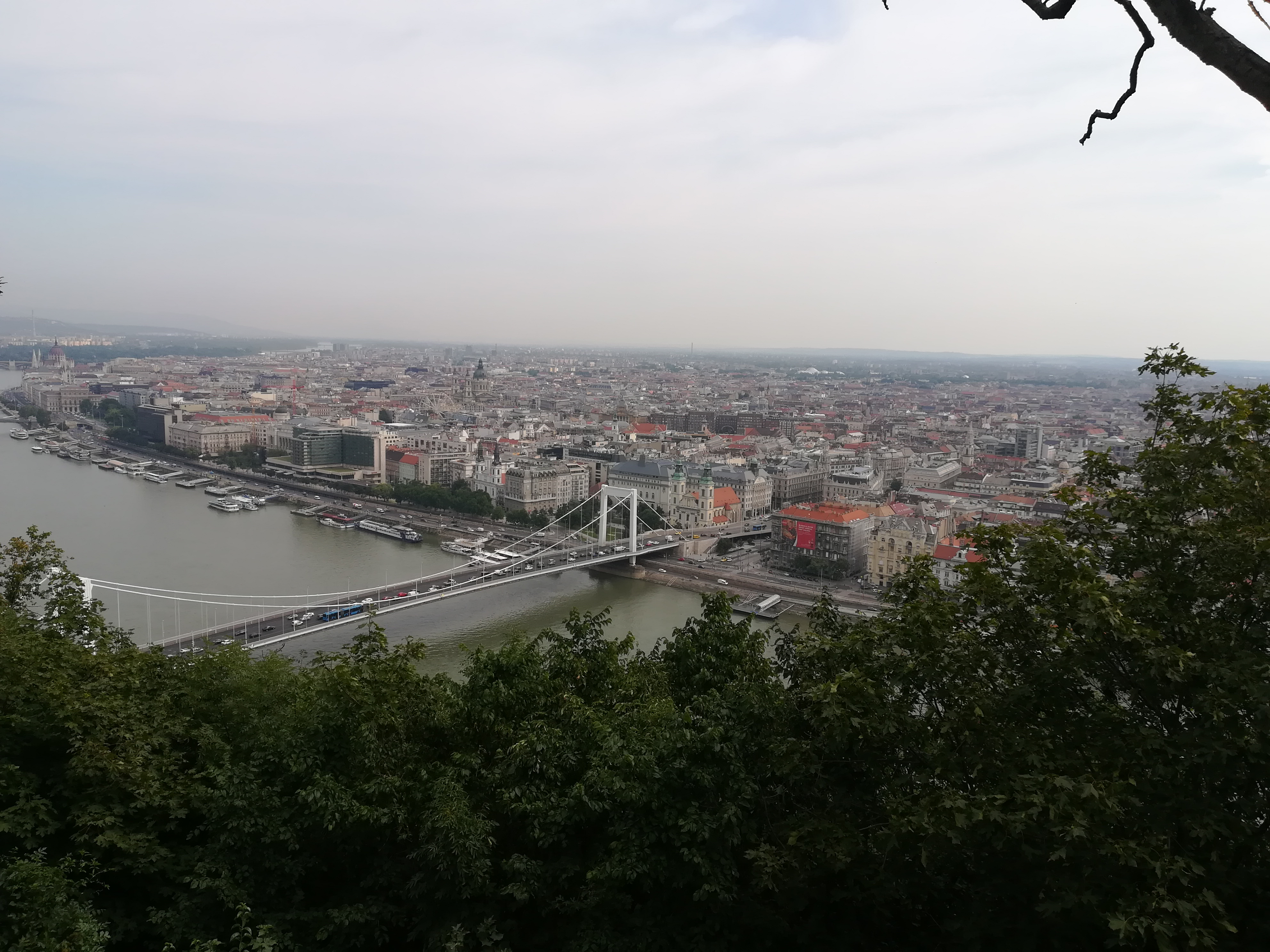
Látkép a Gellért-hegyről
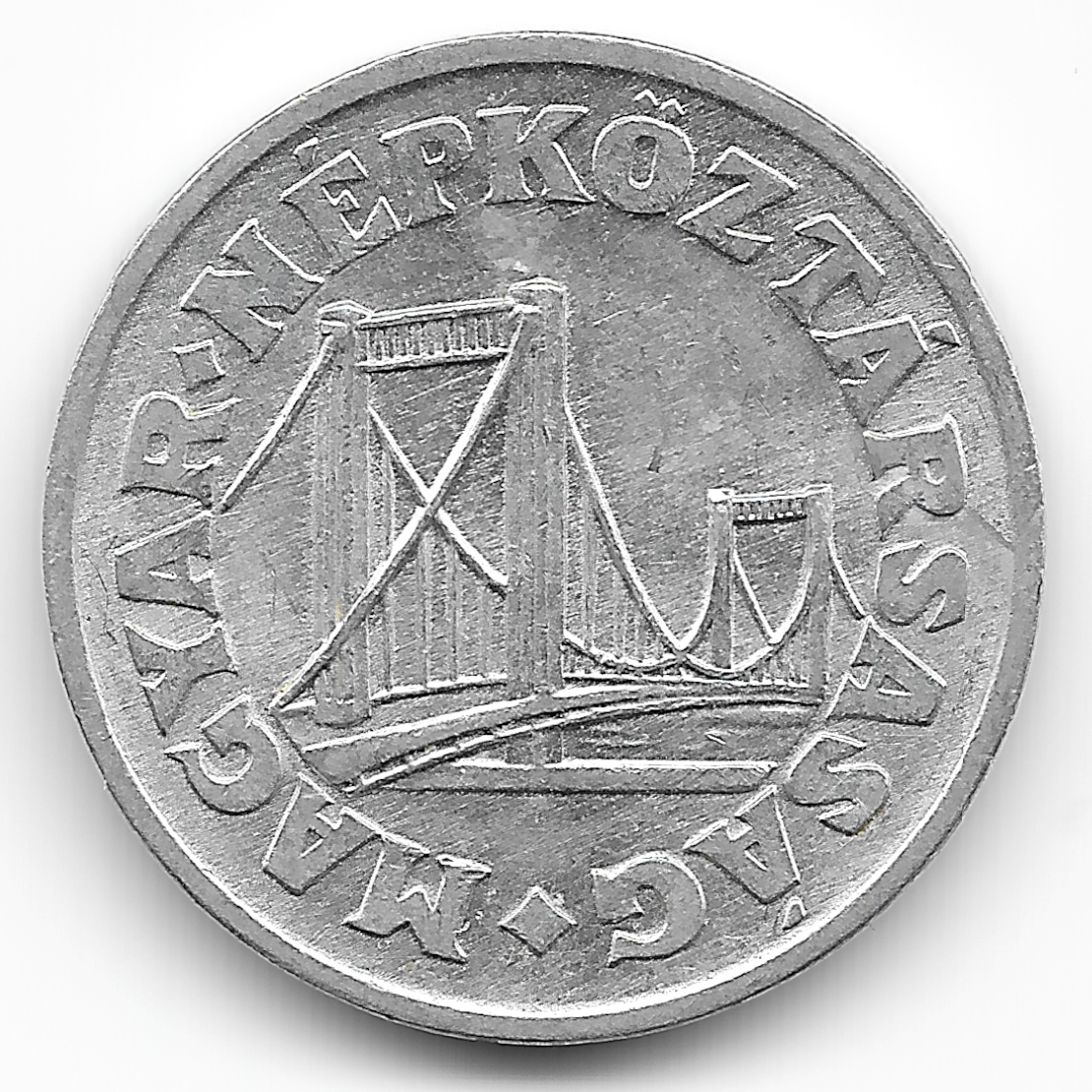
Erzsébet híd az 50 filléresen